# Woodcreek
Woodcreek è un centro abitato degli Stati Uniti d'America situato nella contea di Hays dello Stato del Texas.
La popolazione era di 1.457 persone al censimento del 2010.

## Geografia fisica
Woodcreek è situata a 30°01′39″N 98°06′48″W (30.027623, -98.113382), a nord ovest di Wimberley, 28 miglia (45 km) a sud ovest di Austin e 47 miglia (76 chilometri) a nord est di San Antonio.
Secondo lo United States Census Bureau, ha un'area totale di 1,1 miglia quadrate (2,8 km²).

## Società

### Evoluzione demografica
Secondo il censimento del 2000, c'erano 1.274 persone, 588 nuclei familiari e 415 famiglie residenti nella città. La densità di popolazione era di 1.204,7 persone per miglio quadrato (464,1/km²). C'erano 638 unità abitative a una densità media di 603,3 per miglio quadrato (232,4/km²). La composizione etnica della città era formata dal 97,65% di bianchi, lo 0,16% di afroamericani, lo 0,24% di nativi americani, lo 0,24% di asiatici, lo 0,47% di altre razze, e l'1,26% di due o più etnie. Ispanici o latinos di qualunque razza erano l'1,96% della popolazione.
C'erano 588 nuclei familiari di cui il 19,7% aveva figli di età inferiore ai 18 anni, il 64,8% aveva coppie sposate conviventi, il 4,6% aveva un capofamiglia femmina senza marito, e il 29,3% erano non-famiglie. Il 26,5% di tutti i nuclei familiari erano individuali e il 16,2% aveva componenti con un'età di 65 anni o più che vivevano da soli. Il numero di componenti medio di un nucleo familiare era di 2,17 e quello di una famiglia era di 2,58.
La popolazione era composta dal 16,7% di persone sotto i 18 anni, il 3,1% di persone dai 18 ai 24 anni, il 16,9% di persone dai 25 ai 44 anni, il 30,3% di persone dai 45 ai 64 anni, e il 33,0% di persone di 65 anni o più. L'età media era di 55 anni. Per ogni 100 femmine c'erano 81,5 maschi. Per ogni 100 femmine dai 18 anni in giù, c'erano 79,2 maschi.
Il reddito medio di un nucleo familiare era di 52.986 dollari e quello di una famiglia era di 60.703 dollari. I maschi avevano un reddito medio di 50.893 dollari contro i 29.500 dollari delle femmine. Il reddito pro capite era di 32.893 dollari. Circa l'1,5% delle famiglie e il 2,5% della popolazione erano sotto la soglia di povertà, incluso l'1,3% di persone sotto i 18 anni e l'1,8% di persone di 65 anni o più.